# 曾宜臻
曾宜臻，台灣胡琴演奏家，在嘉義出生。
從小失明，在國立台中啟明學校上學時，師從周進成老師學二胡，啟明學校高中部畢業後考進中國文化大學音樂學系中國音樂組，主修二胡（學習二胡專業）。
畢業後長年參加藝術工作，曾應邀到日本（東京）、美國（華盛頓）和歐洲國家表演。
參加工作以來仍努力學習胡琴藝術、樂隊合奏藝術和指揮藝術，師承陳如祈和蕭白鏞。
民樂二胡、板胡、中胡、高胡、低胡、椰胡（冇弦；胖胡）、京胡（京劇胡琴）、京二胡（京劇二胡）、六角弦、殼子弦、大廣弦、喇叭弦等多種胡琴類樂器都有相當造就，並自學小提琴、中提琴、大提琴、低音提琴、三弦、秦琴、月琴等多種樂器和歌仔戲、秦腔等戲曲音樂藝術。
曾任華岡藝術學校及多所小學音樂班社的二胡教師，1996年到2003年間並應邀擔任中央研究院康樂會國樂社二胡班指導教師。

## 外部連結
- 曾宜臻老師 （页面存档备份，存于）